# Эутропио, Винисиус
Винисиус Соареш Эутропио (порт. Vinícius Soares Eutrópio; 27 июня 1966, Мутун, штат Минас-Жерайс, Бразилия) — бразильский футболист и тренер.

## Биография
В качестве игрока выступал за ряд бразильских команд, самой известной из которых является «Фигейренсе». Начал свою тренерскую карьеру в системе «Атлетико Паранаэнсе», где Эуторпио работал с будущим вратарем московского «Локомотива» и сборной России Маринато Гильерме. Затем он входил в штаб Карлоса Альберто Паррейры во «Флуминенсе» (некоторое время самостоятельно руководил командой). На ЧМ-2010 являлся ассистентом Паррейры в сборной-хозяйке мундиаля — ЮАР. Некоторое время являлся наставником португальского «Эшторила», после чего он вновь вернулся на родину. Несколько раз Эуторпио с разным успехом принимал «Фигейренсе», дважды он приходил в другой известный клуб — «Шапекоэнсе».
В 2018 году специалист попробовал свои силы в Боливии, однако из-за слабых результатов он не смог долго удержаться у руля местного «Боливара». Позднее руководил парагвайским «Такуари».
В октябре 2024 года бразильский наставник приступил к работе со сборной Брунея. Через месяц он привез подопечных в Краснодар на первый в качестве главного тренера национальной команды товарищеский матч с Россией. В нём хозяева добились разгромной победы с двухзначным счетом — 11:0. Этот успех стал для российской сборной самым крупным в истории.

## Достижения

### Футболиста
- Чемпион Лиги Катариненсе: 1996.
- Обладатель Кубка штата Санта-Катарина: 1996.

### Тренера
- Чемпион Лиги Катариненсе: 2014.